# Spade con elsa a cesto

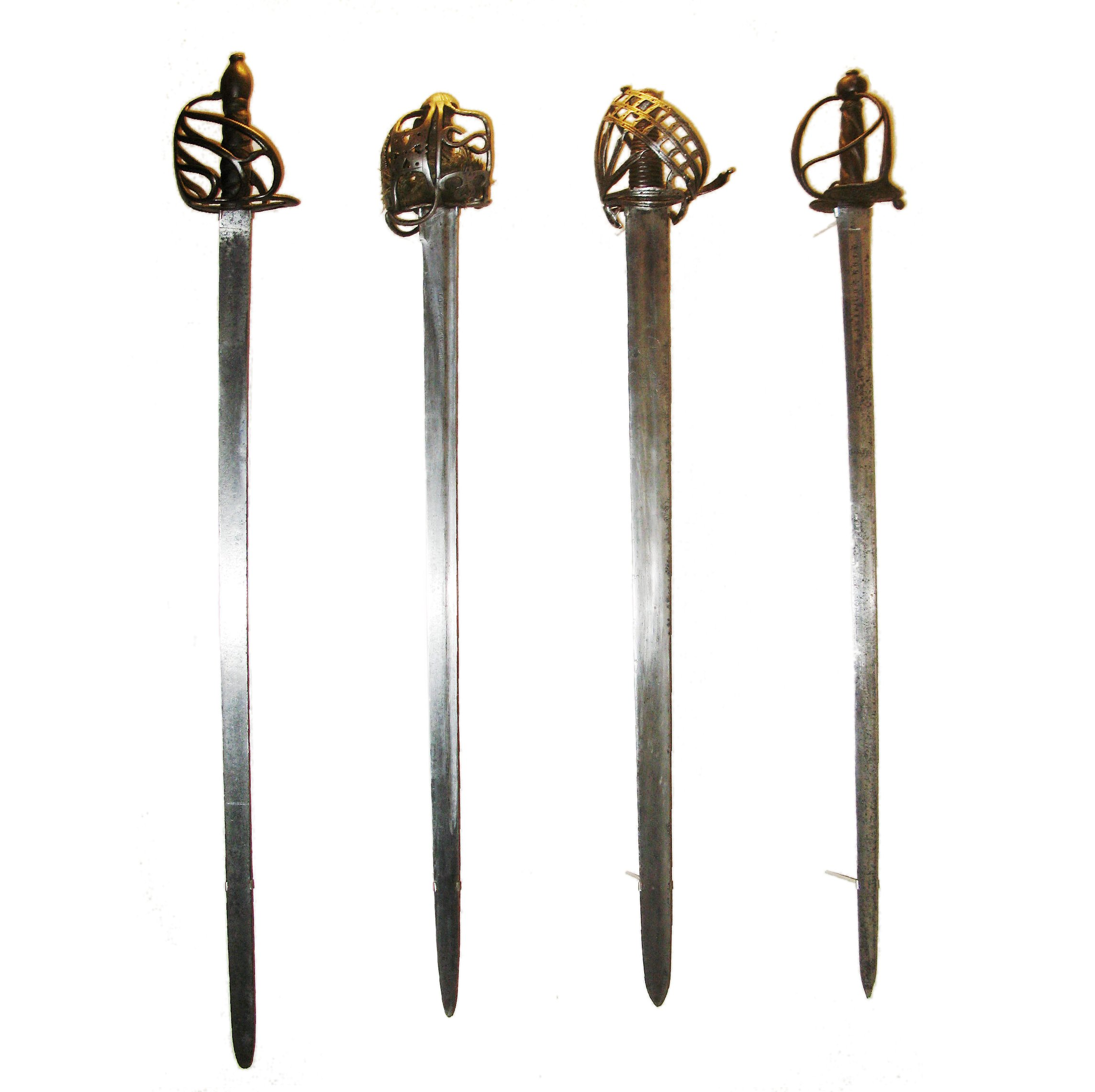
Da sinistra a destra: Mortuary Sword, Claymore, Schiavona, Spada Vallona.

In oplologia, la nomenclatura spade con elsa a cesto si applica a un gruppo di spade di epoca post-rinascimentale caratterizzate da una guardia "a cesto", dal disegno più o meno intricato, atta a proteggere la mano chiusa sull'impugnatura. Nel generale contesto di abbandono dell'armatura tipico dell'arte della guerra occidentale in Età Moderna, questa tipologia di arma bianca manesca ottenne grande popolarità sia in ambiente militare che civile. La trama dei ponticelli metallici componenti il cesto vero e proprio, quasi certamente una evoluzione delle sempre più complesse guardie che andavano sviluppando per la spada da lato prima e la striscia poi, fu incredibilmente varia per disegno, forma e decorazioni.
Diffusesi in tutta Europa, le spade con elsa a cesto erano, nel XVII secolo: la Schiavona, la Spada Vallona, la Guardia di Sinclair, la Claymore con elsa a cesto e la Mortuary Sword. Le ultime due erano comuni nel Regno Unito e funsero da base per lo sviluppo della pesante sciabola da cavalleria in uso durante le Guerre Napoleoniche.

## Tipologie

### Schiavona

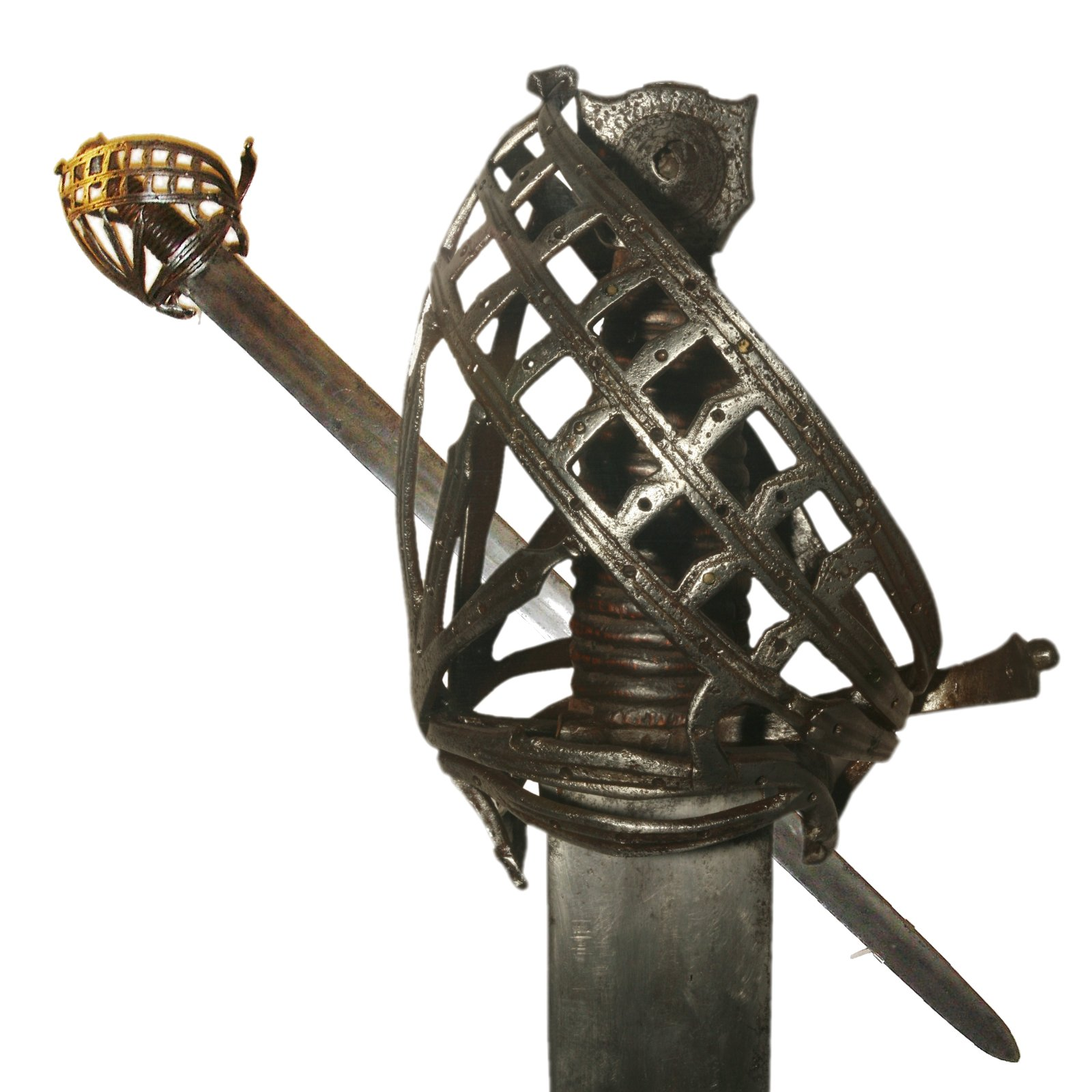
Schiavona veneta - tardo XVI secolo

La schiavona era la spada di predilezione degli schiavoni (slavonici), anche noti come oltremarini, dalmati, cimeriotti e montenegrini, gli slavi che vivevano lungo le coste dalmatiche controllate dalla Serenissima Repubblica di Venezia. Gli slavoni combatterono come mercenari per Venezia lungo tutto il Cinquecento, servendo sia come fanti di marina nelle guerre continue contro l'Impero ottomano e gli uscocchi, sia come guardia a cavallo del Doge.
La schiavona, sviluppata verso la fine del XV secolo dall'originale modello della spadona in uso presso i Serbi, era una pesante spada con guardia a gabbia metallica atta a proteggere interamente la mano di colui che la brandiva. Inizialmente nata come arma destinata alla cavalleria, si diffuse poi a tutte le truppe venete. Raggiunse la sua massima notorietà nel XVII secolo, non solo nei territori della Repubblica di Venezia ma anche nel resto d'Europa. Sir Edward Massey, governatore di Gloucester e colonnello parlamentare durante la guerra civile inglese, è rappresentato con questa arma in disegni dell'epoca.
La schiavona fu, di fatto, l'archetipo dal quale svilupparono le diverse spade con elsa a cesto europee (eccezion fatta, forse, per la "guardia di Sinclair" originale). Rispetto alla "mortuary sword" inglese e alla "claymore con elsa a cesto" scozzese presenta un curioso alloggiamento per il pollice che dalla gabbia si protrae verso l'impugnatura.

### Spada Vallona

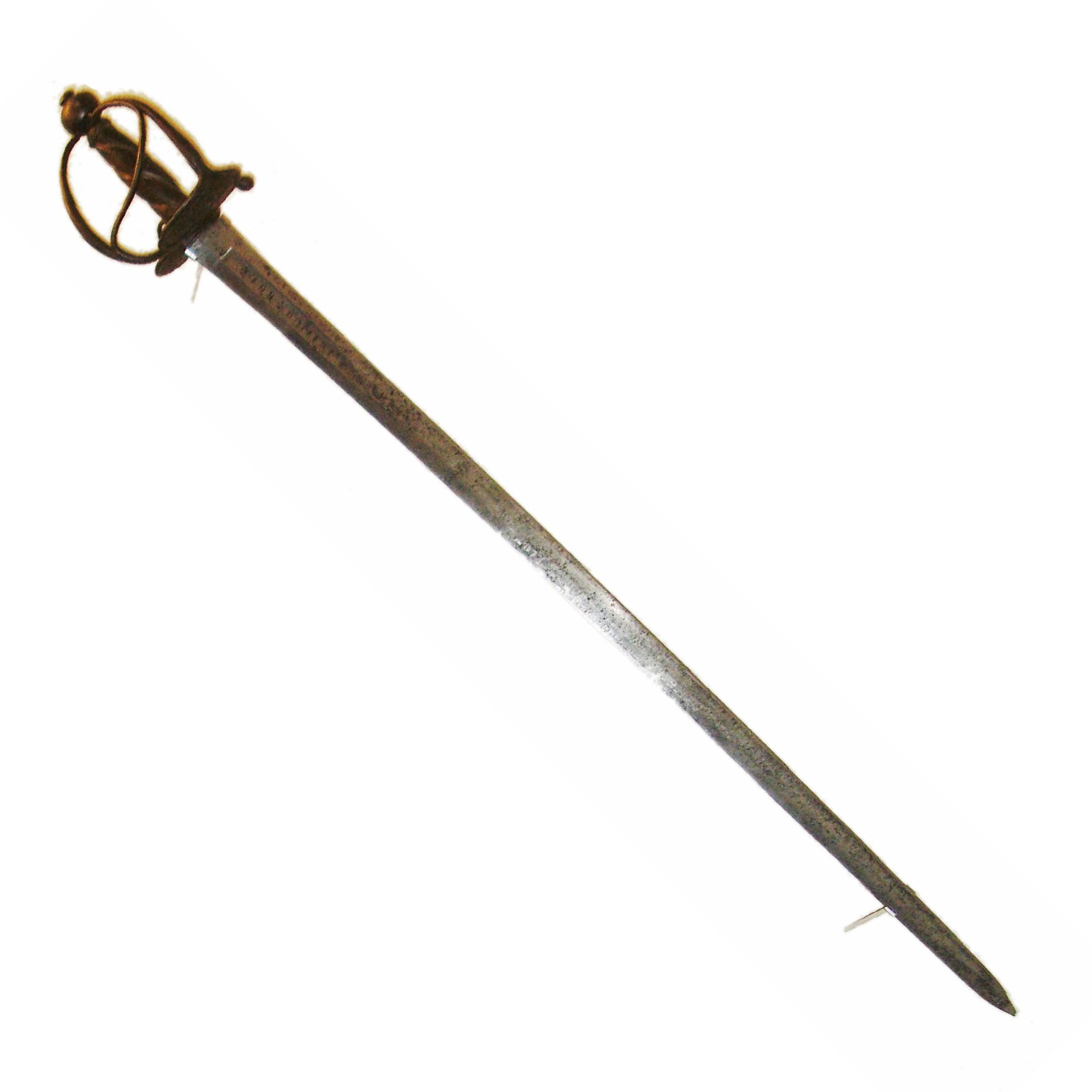
Spada Vallona di fabbricazione svizzera

Originaria della zona dei Valloni, nell'attuale Belgio, questo particolare tipo di spada ebbe larga diffusione: Paesi Bassi, Sacro Romano Impero Germanico, Svizzera, Scandinavia e Francia (a partire dal 1672). Entrò in uso dalla fine della Guerra dei Trent'anni fino a buona parte del Settecento.
Caratteristica fondamentale della Spada Vallona era la sua incredibile versatilità. La lama, sebbene di buone dimensioni, era elastica e leggera: i colpi portati potevano variare dai pesanti fendenti necessari alle forze di cavalleria alle stoccate cui si ricorreva nei duelli. Diffusa, a livello militare, sia tra le forze di cavalleria che tra quelle di fanteria (la "Vallona" da fante era leggermente più corta), venne ampiamente utilizzata anche in ambito civile.
Rispetto agli altri modelli di spade con elsa a cesto, la Spada Vallona viene classificata come avente guardia "ambidestra". Il fornimento era in origine quasi sempre in ferro: presenta guardia con estremità superiore (paramano) fissata al pomolo mediante vite o uncino ed estremità inferiore biforcata a formare una protezione simmetrica bivalve, cuoriforme ed ortogonale alla lama, dalla quale diparte posteriormente il braccio di parata. I modelli del XVII secolo presentano un alloggiamento ad anello per il pollice volto a garantire maggior presa durante l'esecuzione di colpi di taglio con una spada priva di gavigliani.
La Spada Pappenheimer, diffusasi nelle terre dell'Impero Germanico durante la Guerra dei Trent'Anni, viene spesso classificata come una variante della Spada Vallona.

### Guardia di Sinclair

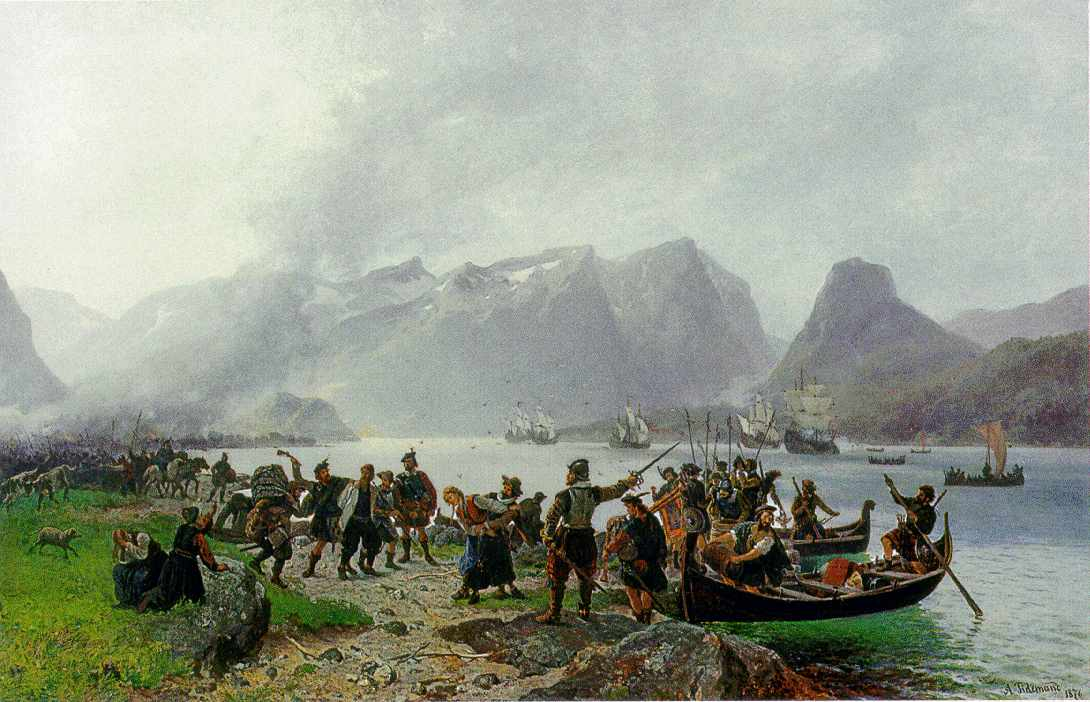
Le forze di George Sinclair approdano in Norvegia, 1612 – Adolph Tidemand: il soldato nel centro, con un morione sul capo, è armato con una spada dall'elsa a cesto.

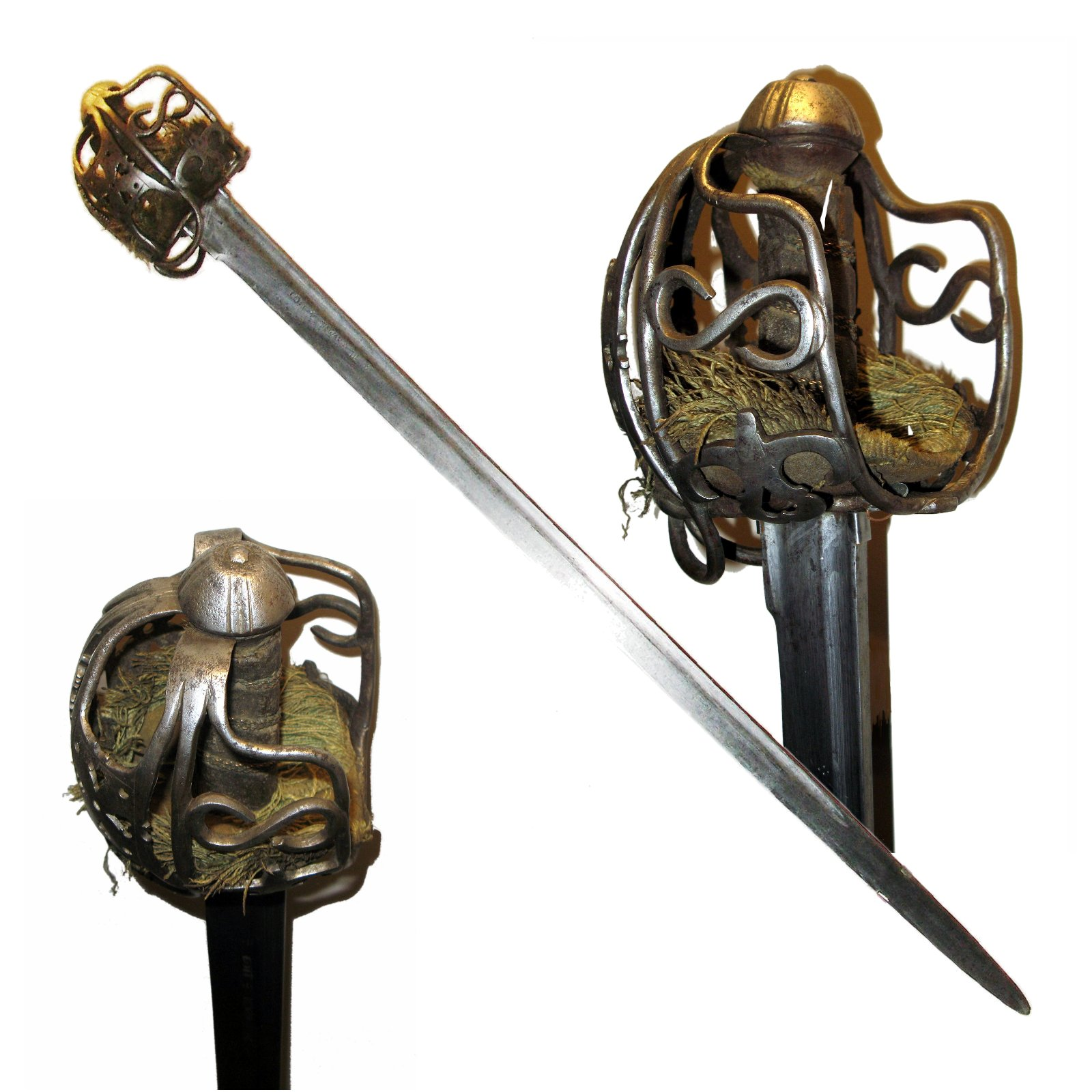
Claymore con elsa a cesto, 1700 ca.

La Guardia di Sinclair (più correttamente "Spada con guardia alla Sinclair"), originaria della Germania meridionale, fu una delle prime spade con elsa a cesto a diffondersi in Europa. Deve il suo nome al capitano di ventura scozzese George Sinclair che ne diffuse il modello nelle isole britanniche.
Il fornimento della guardia Sinclair ricorda molto quello dei primi costolieri da cavalleria, con bracci ampi, divergenti l'uno dall'altro. Altra caratteristica tipica, oltre alla gabbia a protezione della mano, molto simile a quella di una spada da lato è la presenza di una vela triangolare in acciaio, deputata a proteggere il dorso della mano chiusa sull'impugnatura ovale. Nell'insieme, la guardia alla Sinclair ricorda moltissimo quella in uso per i Dussack, corte spade monofilari ricurve sviluppatesi nel Sacro Romano Impero Germanico a partire dai coltelli da caccia.
La spadona con guardia alla Sinclair influenzò pesantemente lo sviluppo della Claymore con elsa a cesto in uso agli Highlanders nel XVII-XVIII secolo. Secondo la leggenda, l'arrivo in Scozia dei mercenari di Sinclair contribuì alla diffusione di questa particolare tipologia di arma che, dopo l'Insurrezione giacobita, divenne un simbolo del paese. Caratteristica peculiare della "Claymore a cesto" è il suo presentare sia la variante a spadona che a costoliere.

### Mortuary sword

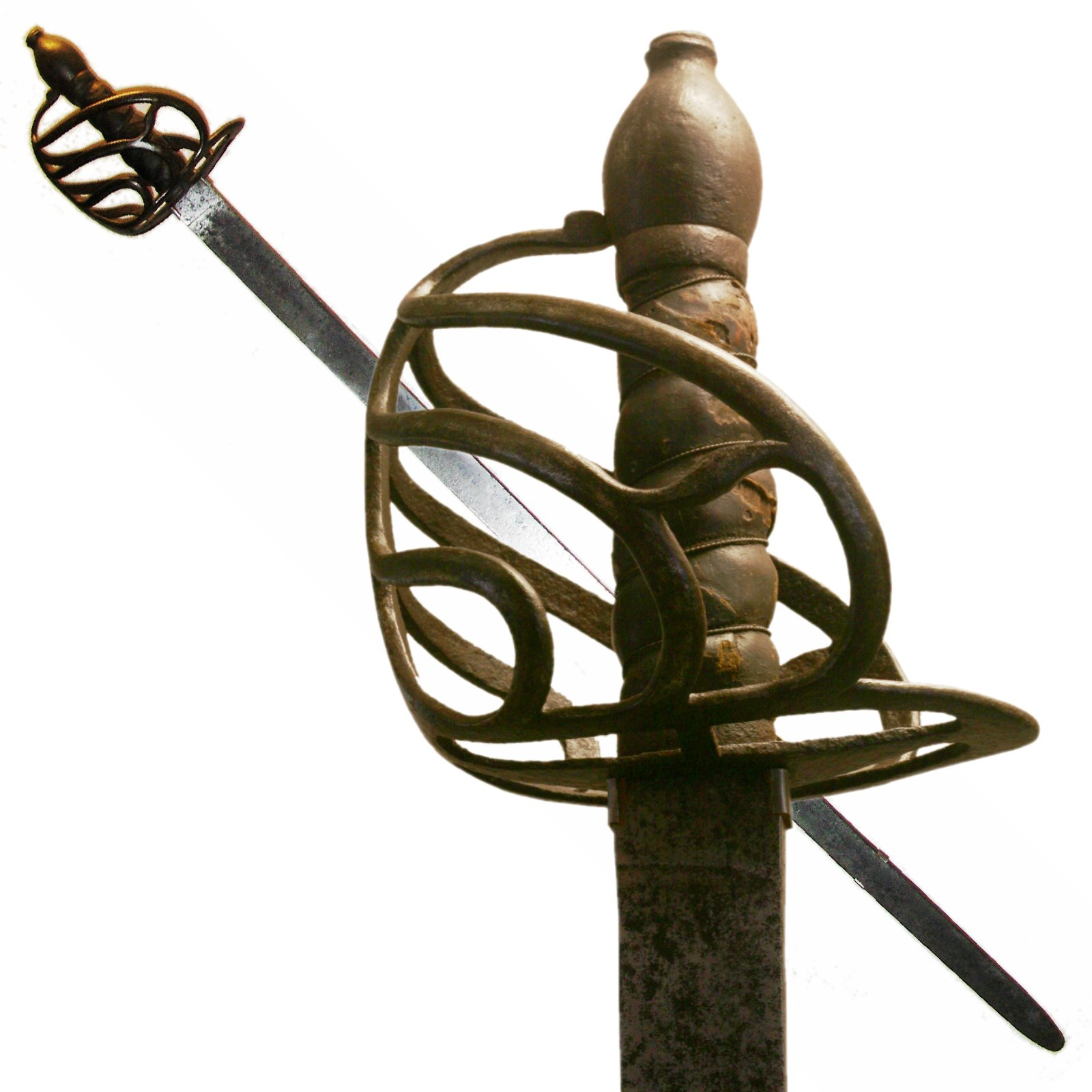
Costoliere da cavalleria britannico mod. 1788

Arma simile alla schiavona può considerarsi la mortuary sword, in uso alle forze di cavalleria del Regno d'Inghilterra (es. Ironsides al comando di Oliver Cromwell) dopo il 1625 e fino al 1670. La mortuary sword è presente sia nella forma del costoliere monofilare che della spadona a doppio filo. La lunghezza della lama è solitamente 90-105 cm. L'arma ha una guardia a mezzo-cesto caratterizzata da un disegno particolarmente intricato.
Nel corso del XVIII secolo si è ipotizzato che il nome mortuary sword sia stato affibbiato alla spada dei cavalieri inglesi del secolo precedente per commemorare la decapitazione di Carlo I d'Inghilterra. Altra chiave interpretativa vorrebbe il nome legato alla particolare foggia della guardia a gabbia, simile ad una gabbia toracica umana.
La spada appartenuta ad Oliver Cromwell, e oggi conservata nel Royal Armouries Museum di Leeds, è appunto una mortuary sword.